# Marie-Dominique-Auguste Sibour

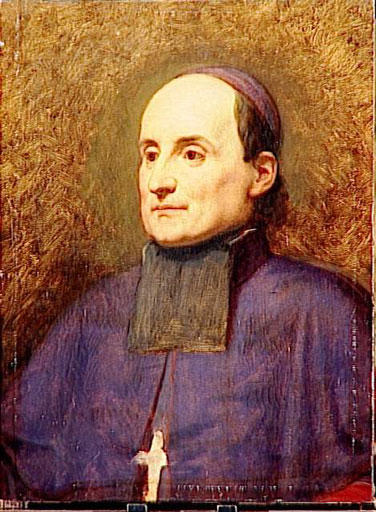
Marie-Dominique-Auguste Sibour.

Marie-Dominique-Auguste Sibour, född den 4 april 1792, död den 3 januari 1857, var en fransk prelat. 
Sibour deltog som ärkebiskop av Paris från 1848 ivrigt i Frankrikes inre politiska liv. Han var ursprungligen republikan, men blev vunnen för Napoleon III:s sak och var därefter lika ivrig för att tjäna kejsardömet och kyrkan. År 1854 var han på plats i Rom när läran om Marias obefläckade avlelse blev antagen av Pius IX. Sibour mördades av en fanatiker, som var motståndare till denna dogm.